# Живачов
Жива́чов (укр. Живачів) — село в Олешанской сельской общине Ивано-Франковского района Ивано-Франковской области Украины.

## История

### Речь Посполита
Старое название: Зывачув. Основано 1479 г. В 1649 г. жители села сожгли имение Корчинского.
К началу лета 1916 г. село удерживалось немецкими войсками, в бою 15 июля 1916 г. село было взято 431-м пехотным Тихвинским полком.
По состоянию на 1934 г. одним из самых крупных землевладельцев был Мозес Бергман
Освобождение от немецко-нацистских захватчиков случилось благодаря героизму М.К.Москальова он подбил два немецкие танки, а под третий бросился с гранатами. За эти действия награждён званием Герой Советского союза (посмертно) в селе установлен памятник
Население по переписи 2001 года составляло 1085 человек. Занимает площадь 18,386 км². Почтовый индекс — 78044. Телефонный код — 03479.

## Население
| Год  | Насиление | Источники |  |
| ---- | --------- | --------- |  |
| 1743 | 431       | [ 2 ]     |  |
| 1990 | 3505      | [ 2 ]     |  |
| 1934 | 5381      | [ 2 ]     |  |
| 2001 | 1085      | [ 2 ]     |  |

## Религия
После Львовского собора 1946 г. церковь УГКЦ перешла в РПЦ. В 1990 году перешла в УПЦ КП но её вернули в УГКЦ что возобновила деятельность. Прихожане УПЦ КП построили свой храм  в 1993 г.
Церковь УКГЦ пострадала от пожара и на её месте построили новою в 2012 г.

## Известные личности
- Теодорович, Юзеф Теофил (1864—1938) — львовский архиепископ армяно-католического обряда, теолог, политик.
- Шийковский Леопольд (1859-1941) — бригадный генерал Войска Польского, доктор медицины родился в селе
- Иван (Слезнюк) (1896-1973) — епископ Ивано-Франковский УГКЦ родился в селе
- Москальов Николай Касьянович — (1925—1944) солдат РККА. Герой Советского Союза, погиб за освобождение села
- Андрей (Абрамчук) — епископ и митрополит Ивано-Франковский УАПЦ, УПЦ КП, УАПЦ, ПЦУ посетил село во время интронизации храма 1993 г.
- Павел (Василик) — епископ Коломыйский УГКЦ побывал в селе
- Николай (Симкайло) — епископ Коломыйский УГКЦ освятил храм 2012 г.
- Стефан Амброжак — староста Галицкого княжества в период оккупации Галича венграми, с престолом в Тлумаче.

## Памятки
- Памятник Героя Советского Союза
- Церковь УПЦ КП 1993 г.
- Церковь УГКЦ 2012 г.
- Церковь УГКЦ РПЦ, УПЦ КП, УГКЦ 1903 г. (утрачена)
- Колокольня 1903 г.